# 韦斯特豪森 (希尔德堡豪森县)
韦斯特豪森（德語：Westhausen，發音：[ˈvɛstˌhaʊzn̩]）是德国图林根州的市镇，隶属于希尔德布格豪森县。总面积为15.43平方千米，截至2023年12月31日总人口为675人。